# Nuoto ai Giochi della II Olimpiade - 200 metri stile libero
I 200 metri stile libero erano una delle sette gare del programma di nuoto dei Giochi della II Olimpiade di Parigi.  
Questa era la più corta delle tre gare in stile libero; si disputò tra l'11 e il 12 agosto 1900. Vi parteciparono ventisei nuotatori, provenienti da dieci nazioni .

## Risultati
Il primo turno di divideva in cinque semifinali. Il vincitore di ogni semifinale era qualificato per la finale; poterono prendere parte a questa anche i cinque atleti con il miglior tempo. Le semifinali si tennero l'11 agosto 1900.

### Semifinali

#### I Semifinale
| Posizione | Atleta          | Paese         | Tempo  |
| --------- | --------------- | ------------- | ------ |
| 1         | Otto Wahle      | Austria       | 2'35"6 |
| 2         | Robert Crawshaw | Gran Bretagna | 2'40"0 |
| 3         | Julius Frey     | Germania      | 2'50"4 |
| 4         | Erik Eriksson   | Svezia        | 3'05"8 |
| 5         | Paolo Bussetti  | Italia        | 3'35"0 |

#### II Semifinale
| Posizione | Atleta        | Paese         | Tempo  |
| --------- | ------------- | ------------- | ------ |
| 1         | Zoltán Halmay | Ungheria      | 2'38"0 |
| 2         | Peter Kemp    | Gran Bretagna | 2'51"0 |
| 3         | R. Féret      | Francia       | 3'12"4 |
| 4         | Victor Cadet  | Francia       | 3'24"0 |

#### III Semifinale
| Posizione | Atleta           | Paese         | Tempo  |
| --------- | ---------------- | ------------- | ------ |
| 1         | Fred Lane        | Gran Bretagna | 2'59"0 |
| 2         | René Tartara     | Francia       | 3'13"0 |
| 3         | Victor Hochepied | Francia       | 3'46"6 |
| 4         | Texier           | Francia       | 3'47"0 |
| 5         | Pierre Peyrusson | Francia       | 3'47"6 |
| ritirato  | Pujol            | Francia       | ---    |

#### IV Semifinale
| Posizione | Atleta          | Paese       | Tempo  |
| --------- | --------------- | ----------- | ------ |
| 1         | Jules Clévenot  | Francia     | 3'05"0 |
| 2         | Herman de By    | Paesi Bassi | 3'10"4 |
| 3         | Fred Hendschel  | Stati Uniti | 3'42"0 |
| 4         | R. N. Forregger | Stati Uniti | 4'32"0 |
| 5         | Léauté          | Francia     | 4'39"4 |

#### V Semifinale
| Posizione | Atleta              | Paese         | Tempo  |
| --------- | ------------------- | ------------- | ------ |
| 1         | Karl Ruberl         | Austria       | 2'22"6 |
| 2         | Frederick Stapleton | Gran Bretagna | 2'47"0 |
| 3         | Louis Martin        | Francia       | 2'47"4 |
| 4         | Maurice Hochepied   | Francia       | 2'48"0 |
| 5         | Adam                | Francia       | 4'28"0 |
| 6         | Ronaux              | Francia       | 4'36"0 |

### Finale
La finale si tenne il 12 agosto 1900. Wahle non iniziò nemmeno la finale. Lane vinse facilmente, con più di sei secondi di distacco da Halmay e Ruberl.
| Posizione   | Atleta              | Paese         | Tempo       |
| ----------- | ------------------- | ------------- | ----------- |
|             | Fred Lane           | Gran Bretagna | 2'25"2      |
|             | Zoltán Halmay       | Ungheria      | 2'31"4      |
|             | Karl Ruberl         | Austria       | 2'32"0      |
| 4           | Robert Crawshaw     | Gran Bretagna | 2'45"6      |
| 5           | Maurice Hochepied   | Francia       | 2'53"0      |
| 6           | Frederick Stapleton | Gran Bretagna | 2'55"0      |
| 7           | Jules Clévenot      | Francia       | 2'56"2      |
| 8           | Julius Frey         | Francia       | 2'58"2      |
| 9           | Louis Martin        | Francia       | Sconosciuto |
| non partito | Otto Wahle          | Austria       | ---         |